# Manuel Pe-de-Arrós

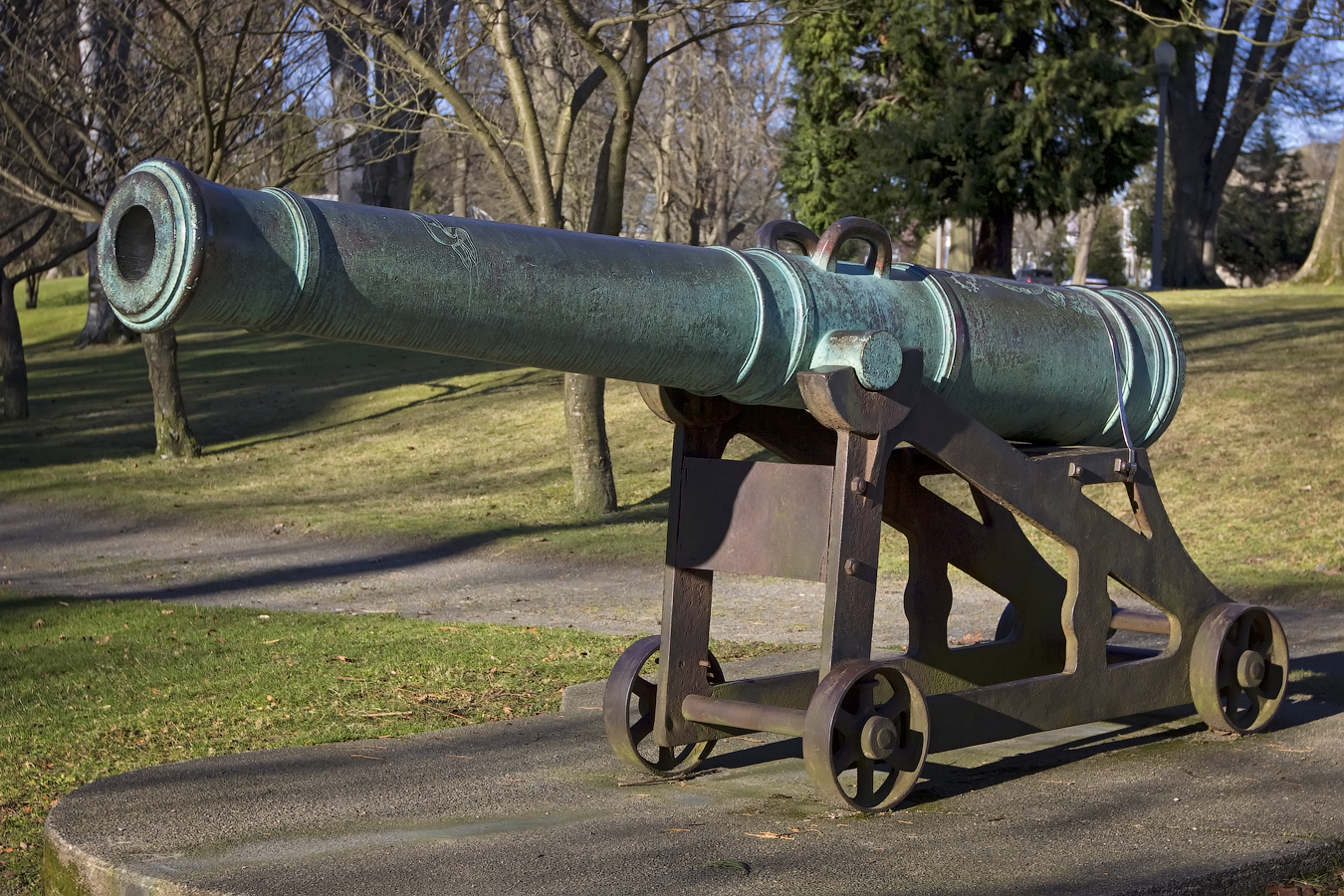
Cañón de bronce.

Manuel Pe-de-Arrós (Nacido en Víllec (Lérida) el 3 de mayo de 1764; muerto en Francia ?) fue un maestro fundidor de cañones catalán con una gran trayectoria profesional.
Fundió cañones en Barcelona, reorganizando toda la Fábrica de Artillería siguiendo sus conocimientos.
Pasó a la Fábrica de artillería de Sevilla y la reorganizó como la de Barcelona.
Finalmente fue contratado por el gobierno francés para implantar sus sistemas en la fábrica de Tolosa. Murió en Francia en fecha y localidad indeterminadas.

## Méritos principales
Dejando de banda otras posibles actuaciones, hay que destacar la gran importancia de este catalán como técnico. Un verdadero ingeniero que revolucionó la fundición de los cañones de bronce con medidas, aparentemente sencillas, pero que permitían obtener piezas casi perfectas, muy resistentes y de una larga vida como armas útiles.
Algún autor, interpretando las palabras del general Jean-Jacques-Basilien de Gassendi, no dudó al calificarlo como el mejor fundidor de cañones de Europa.

“ M. le general Gassendi assure que les cannons fondus d'après les procédés de M. Pé de Arros sont, sans contredit, les meileurs de l'Europe”.
“Coup d'oeil sur Lisbonne et Madrid en 1814, suivi d'un mémoire politique”. París 1820. Charles-Victor d' Hautefort

## Biografía
- Los principales datos sobre la vida de Pe-de-Arrós se pueden leer al “Memorial histórico de la artillería española”, de Ramón de Salas y Cortés.[4]
- El pueblo de nacimiento es llamado Bilac, del obispado de la Seu d'Urgell. El único pueblo que se ajusta a la descripción es el de Víllec.

Manuel Pe-de-Arrós nació a Víllec, un pueblecito de la diócesis de la Seu d'Urgell. No se sabe dónde cursó los primeros estudios, ni un cierto nivel de estudios superiores. El año 1787 fue admitido como alumno de la Real fábrica de cañones de Barcelona. El cual privilegio exigía una buena formación inicial en geometría, dibujo técnico, mecánica y otras disciplinas afines.
En Barcelona fue alumno de los coroneles Aznar y Laso de la Vega. Profesores que siempre recordaría con admiración y reconocimiento.
En fecha indeterminada pasó en Segovia a estudiar química con el profesor Joseph Louis Proust.
Acabados sus estudios se graduó como maestro fundidor (“fundidor mayor”) de la Fundición de Barcelona.
Allí puso en práctica sus habilidades, reformando toda la fábrica y mejorando los sistemas de fabricación de cañones hasta el año 1802 en que el gobierno español decidió cerrarla y traerlo todo (maquinaría y documentos) hacia Sevilla.
- En su estancia en Barcelona nació un de sus hijos, que llegó a ser general en Francia.

Mientras actuó como fundidor mayor de Barcelona, se fabricaron y probaron centenares de piezas (cañones, obusos y morteros). Generalmente no tenían ningún defecto, ni exterior ni interior. Y si había alguna irregularidad era menor. Una comisión de 1799, presidida por el brigadier Mendoza, alabó los méritos de Manuel. Y fue ascendido a Comisario de Guerra con aumento de sueldo.
Trasladado a Sevilla, a pesar de que aquella fundición disfrutaba de un prestigio merecido, Pe-de-Arrós modificó la fábrica según sus experiencias de Barcelona y sus trabajos fueron admirados y recompensados.

### Guerra de la Independencia Española
El 1808 se sublevó España contra el ejército de ocupación francés. Pe-de-Arrós continuó trabajando en la fábrica de Sevilla (fabricando cañones contra Francia) hasta que los franceses ocuparon Sevilla.
El general Senarmon (Alexandre-Antoine Hureau de Sénarmont) ofreció que Manuel se quedara en su lugar, bajo un comandante nominal, y Pe-de-Arrós se quedó, colaborando con los franceses.

#### Trabajos bajo control francés
Siguiendo las instrucciones de los nuevos amos amplió los fornets existentes para colar balas de cañón de todo tipo. También mejoró el ritmo de producción de los cañones de bronce, que fueron usados en el asedio de Badajoz, en el de Cádiz y por el ejército francés en general.

#### Piezas a la Villantroys
Un coronel de artillería francés, Pierre-Laurent de Villantroys, había imaginado el 1804 un obús-cañón de largo alcance. La primera pieza se fundió en Sevilla por Manuel Pe de Arrós el 6 de noviembre de 1810. Tenía 8 pulgadas francesas de calibre.
Según todas las probabilidades, fue Manuel lo verdadero diseñador y proyectista de aquella pieza.
A la vista del éxito el general Ruty le encargó el proyecto y la construcción de piezas similares de 10 pulgadas francesas. La retirada de los franceses impidió la conclusión de la construcción de cañones de 12 pulgadas.
- Las piezas encargadas por el general conde Ruty bombardearon Cádiz hasta el 12 de agosto de 1812.[6]

#### Presiones españolas para la deserción del campo francés
El agente secreto José de Villanueva Vigil puso por escrito las discusiones y amenazas de muerto contra Manuel Pe de Arrós, en varias entrevistas que tuvo con él un golpe infiltrado en Sevilla. Consiguió que algunos fundidores abandonaran la fábrica. Precisamente los que eran socios de Manuel en el negocio de los limones: Vidal, Brito, Escasena, Maqueda,…

#### El mariscal Soult
Pe-de-Arrós se había desplazado en Granada para poner al marchar un horno que no había manera de hacerlo funcionar. Finalmente lo reconstruyó en parte y tuvo éxito en una empresa en la que otros supuestos especialistas habían fracasado.
En aquella época llegó a la ciudad el mariscal Soult con todo el estado mayor, en plena retirada del ejército francés. Soult pidió a Pe-de-Arrós que siguiera al servicio de Francia, con todas las garantías para el fundidor y su familia. Pero Pe-de-Arrós decidió quedarse en Granada.

#### Últimos tiempos en España
No hay información sobre la vida de Manuel Pe-de-Arrós desde la marcha de los franceses hasta su emigración hacia Francia.

#### Oferta francesa
El prestigio de Pe-de-Arrós como fundidor de cañones y organizador de fundiciones era tan grande que recibió una oferta inmejorable por parte de los franceses.
El ministro de la guerra, el mariscal Soult, le concedió el cargo de Director de la fundición de cañones de Toulouse. Con el rango de coronel y una antigüedad en el cuerpo de artillería francés que incluía los años en el servicio de España. El trato iba mejorado por la concesión de la Legión de Honor y la Cruz de Sant Lluís. Y la incorporación de sus hijos y de toda la familia, con todas las comodidades.
No hay que decir que Manuel Pe-de-Arrós aceptó la oferta y marchó hacia Francia.

## Datos biográficos puntuales
- 1787. Admisión a la “Real Fundición de artillería de Barcelona”. Los candidatos tenían que ser profesores formados (en aritmética, álgebra, geometría, dibujo militar, maquinaria, hidráulica,...).[8]
- 1800. Llamado fundidor de Barcelona: "S.M. se ha servido nombrar Fundidor de artillería de bronce de la Real fundición de Barcelona a D. Manuel Pé de Arrós".[9]
- 1802. Supresión de la Fábrica de artillería de Barcelona. Todo el material válido y todos los documentos (técnicos y contables) se traen a Sevilla.[10]
- 1808. Funda una “fábrica para agrio de limón” en Sevilla, con algunos compañeros fundidores de cañones: Leonardo Vidal, Manuel Brito, Juan Modesto Peringer y José Ma. Rodrigo.[11]
- 1810. El 10 de febrero es nombrado por el rey José Bonaparte “Caballero de la Orden Real de España”.[12]
- 1815. Director de la “Fonderie Royal de Toulouse”.[13]
- 1816. Naturalizado francés con el nombre de Laurent-Emmanuel-Joseph Pé-de-Arros.[14]

## Fundición del bronce
Las piezas de bronce colado son conocidas desde muy antiguo. Generalmente se trataba de piezas relativamente pequeñas: Hachas, espadas, puñales,… Pero también había piezas de bronce de grandes dimensiones: estatuas ( Coloso de Rodes ) y grandes enseres religiosos (Mar de bronce del Templo de Salomó).
En tiempos más recientes, además de las estatuas (caballo de Leonardo da Vinci), había la fundición de campanas y cañones .
La fundición de los cañones en la época anterior a Pe-de-Arrós se hacía con el método de “cañón vacío”. El molde se hacía con un núcleo (que representaba la parte vacía del cañón) y, un golpe roto el molde, el cañón quedaba casi acabado a carencia de un ligero mecanizado del ánima.
El año 1767, un ingeniero suizo, Jean Maritz (procedente de fundiciones de cañones francesas) llegó a la fábrica de Sevilla con el cargo de “Inspector General Honorario de la Artillería de España” y rango de mariscal español. El método de Maritz era la fundición “con el cañón lleno”. El molde no tenía ningún núcleo para el ánima. El bronce se fundía y quedaba un cañón sólido sin ningún agujero. Posteriormente había que barrenarlo, para agujerear y dejar el ánima vacía, a las dimensiones finales.
- Este sistema prosperó porque permitía obtener una ánima muy centrada y un grueso del cañón uniforme, cosa que mejoraba las prestaciones y la duración de la pieza.
- El proceso de barrenar cañones generaba mucho calor y permitió descubrir, por parte de Benjamin Thompson (“An Experimental Enquiry Concerning the Source of the Heat which is Excited by Friction”. 1798), el principio de la equivalencia entre la energía calorífica y el trabajo mecánico.[17]

- Más detalles sobre la fundición de cañones de bronce pueden leerse en obras del siglo XIX.[18]